# Mount McGregor
Mount McGregor ist ein kegelförmiger Berggipfel im ostantarktischen Mac-Robertson-Land. Er überragt das südwestliche Ende des Thomson-Massivs in der Aramis Range der Prince Charles Mountains.
Erstmals besucht wurde er im Dezember 1956 von der Südgruppe unter der Leitung des australischen Bergsteigers William Gordon Bewsher (1924–2012) im Rahmen der Australian National Antarctic Research Expeditions. Benannt wurde er nach dem australischen Geophysiker Peter Malcom McGregor (* 1928), der 1956 auf der Mawson-Station tätig war.